# Mellitsäureanhydrid
Mellitsäureanhydrid (genauer: Mellitsäuretrianhydrid) ist das Trianhydrid der Mellitsäure [Benzolhexacarbonsäure C6(COOH)6]. Dieses besteht nur aus Kohlenstoff und Sauerstoff und ist somit ein Kohlenstoffoxid (Dodecakohlenstoffnonaoxid).
Es ist ein weißer, im Vakuum sublimierbarer Feststoff, den Liebig und Wöhler im Jahre 1830 in ihrer Studie über Mellit (Honigstein) isoliert haben und zunächst die Formel C4O3 zugewiesen haben. Die Substanz wurde im Jahr 1913 von H. Meyer und K. Steiner charakterisiert. Der Benzolring behält den aromatischen Charakter.
Mellitsäureanhydrid kann verwendet werden, um die thermoplastischen Eigenschaften des Kunststoffs Polyethylenterephthalat (PET) zu verbessern oder mit Cellulose oder Collagen verestert werden, um Produkte mit neuen Eigenschaften zu erhalten.